# Veliko Gradište
Veliko Gradište (serbisch-kyrillisch Велико Градиште) ist eine Hafenstadt am Ufer des an der Donau aufgestauten Đerdapsees in Serbien.
Veliko Gradište ist zugleich Sitz der 344 km² großen gleichnamigen Gemeinde. Die Gemeinde zählt 27.000 Einwohner, davon entfallen 6.500 auf die Stadt Veliko Gradište, und die restlichen 20.500 Einwohner verteilen sich auf die 26 Siedlungen der Gemeinde. In deutscher Übersetzung bedeutet der Ortsname etwa Großer Burgplatz (Veliko = ‚Groß‘, Grad = ‚Stadt‘, Gradište = ‚Städtchen‘).

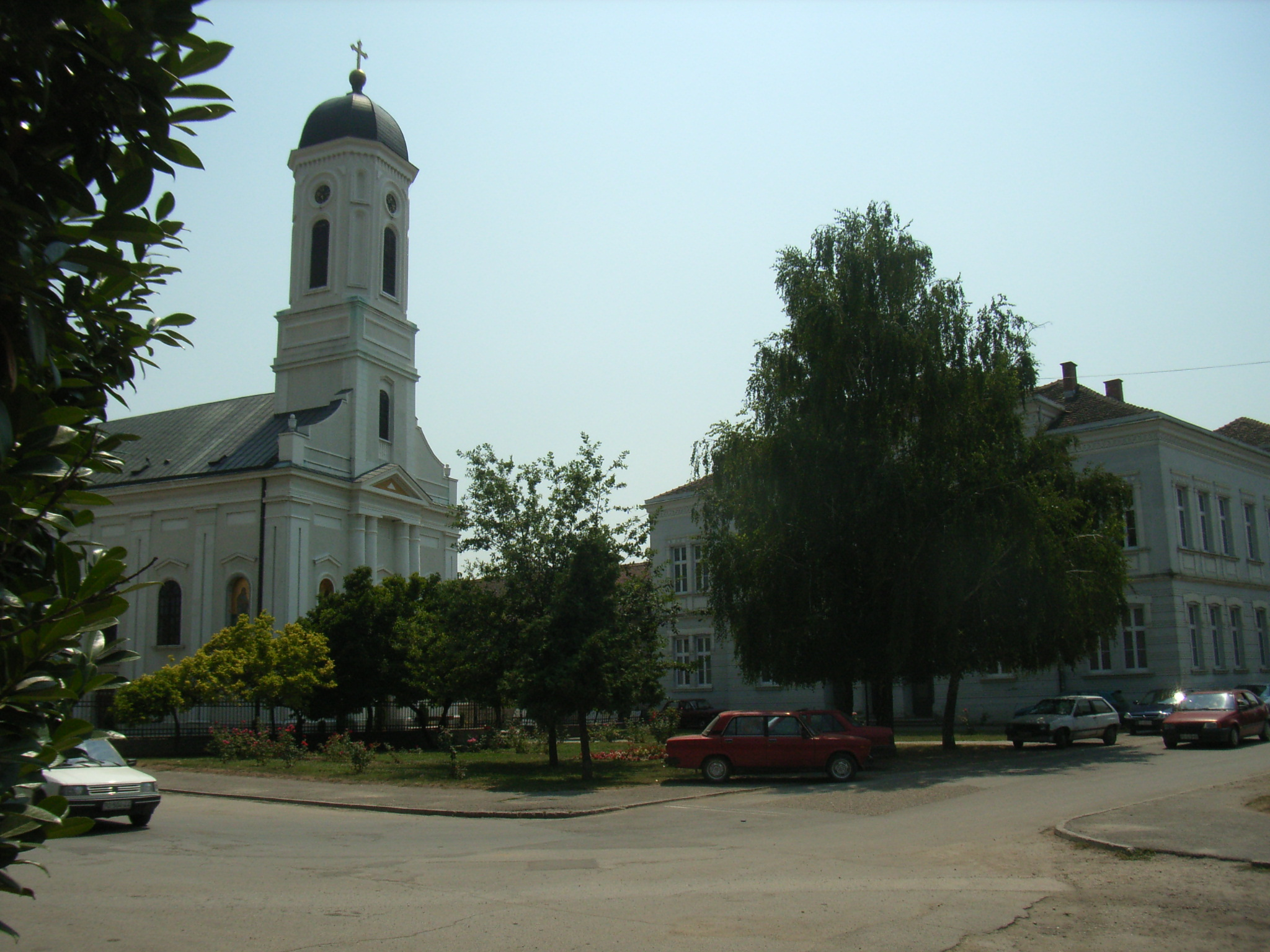
Zentrum von Veliko Gradište mit orthodoxer Kirche

## Geografie
Veliko Gradište liegt 129 km östlich von Belgrad, auf der Đerdap-Magistrale. Die Gemeinde Veliko Gradište grenzt im Osten an die Gemeinde Golubac, im Südosten an die Gemeinde Kučevo, im Südwesten an die Gemeinde Malo Crniće, im Westen an die Gemeinde Požarevac, im Nordwesten, der Donau entlang, an die Gemeinde Bela Crkva (und somit an die nordserbische Provinz Vojvodina) und im Norden, ebenfalls der Donau entlang, bildet es die Staatsgrenze zwischen Serbien und Rumänien. Politisch gehört die Gemeinde zum Bezirk Braničevo.
Die Gemeinde ist zu 60 % Flachland, 25 % nehmen die Hügellandschaften ein, und 15 % der Gemeinde entfallen auf Mittelgebirge.
Die höchste Erhebung der Gemeinde ist mit 362 m der Berg Lipovačka, der niedrigste Punkt ist mit 68 m über NN die Mündung des Flusses Pek in die Donau. Veliko Gradište selbst befindet sich auf einer Höhe von 81 m über dem Meeresspiegel.

## Klima
Das Klima in Veliko Gradište ist gemäßigt-kontinental, mit langen Sommern und relativ hohen Temperaturen. In den Sommermonaten Juli und August zählt Veliko Gradište oft zu den wärmsten Orten in ganz Serbien. Dann beträgt die Durchschnittstemperatur mehr als 25 °C.

## Umgebung
In den 1990er Jahren wurde ein Nebenarm der Donau, welcher zusammen mit der Altdonau eine Insel umschlang, von der Donau getrennt. So verschwand zwar die Insel, aber aus dem Nebenarm entstand der Srebrno jezero (dt. Silbersee), welcher touristisch genutzt wird. Am Ufer des Sees befindet sich auch die Freizeitanlage Beli Bagrem.
Im äußersten Nordwesten der Gemeinde, an der Provinzgrenze zur Vojvodina, befindet sich der Ort Ram.
Zwischen Ram und dem benachbarten Banatska Palanka in der Vojvodina besteht eine Fährverbindung über die mächtige Donau. Hier befindet sich auch eine mittelalterliche Burgruine.

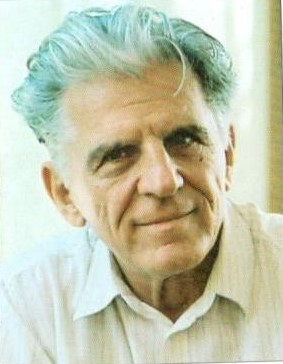
Jordan Pop-Jordanov

## Söhne und Töchter der Stadt
- Mića Mitrović (1908–1993), Fußballspieler
- Jordan Pop-Jordanov (1925–2024), Physiker und Tennisspieler
- Filip Zepter (* 1950), Sportfunktionär
- Miodrag Mitić (1959–2022), Volleyballspieler
- Slavica Đukić (* 1960), jugoslawisch-österreichische Handballspielerin
- Slobodan Kovač (* 1967), Volleyballspieler
- Mihajlo Mitić (* 1990), Volleyballspieler